# Action 21 Charleroi

Action 21 Charleroi es un club de fútbol sala de Bélgica con sede en Charleroi. Fue fundado en 1999 tras la unión del Charleroi Garenne de la URBSFA y el FCS Sambreville de Paul Locicero, que jugaba en la ABFS.

## Historia
El único club representativo del fútbol sala de Charleroi hasta 1998 era el Rapaso Charleroi Garenne, fundado en 1995. De su cantera habían salido numerosas estrellas del futsal belga. Tras su fusión con el FCS Sambreville, el cual pertenecía a Paul Locicero y que por aquel entonces participaba en la ABFS, pasó a denominarse Action 21 Charleroi. El club participaría siempre en la URBSFA.
En su primera temporada el nuevo club se alzó con el título de liga, a la cual seguirían otras seis consecutivas, al mismo tiempo que se daba a conocer en Europa. En la temporada 2004/2005 los dos clubes de Charleroi, Action 21 y Kickers, firmaron un acuerdo de colaboración. La aportación de los Kickers permitió al Action 21 alzarse con el título de Copa de la UEFA de fútbol sala en esa misma temporada.

## Plantilla 2006/2007
|    | Nac.    | Nombre                         | Sobrenombre  | Puesto     |
| -- | ------- | ------------------------------ | ------------ | ---------- |
| 1  | Brasil  | Fehrmann Eder                  | FEHRMANN     | Portero    |
| 2  | Bélgica | Valentin Dujacquier            | VALENTIN     | Cierre     |
| 3  | Bélgica | Salhi Saad                     | SALHI        | Ala        |
| 4  | Bélgica | Aiyoub Anik                    | AIYOUB       | Ala        |
| 5  | Bélgica | Julien Pauly                   | JULIEN       | Ala        |
| 6  | Brasil  | Andre De Oliveira Vanderlei    | ANDRE        | Pivot      |
| 7  | Bélgica | Karim Chaibai                  | KARIM        | Ala        |
| 8  | Brasil  | Lucio Lima Rosa                | LUCIO        | Ala        |
| 9  | Bélgica | Jhonny Van Melkebeke           | JHONNY       | Ala        |
| 10 | Brasil  | Liliu Wilson Pires de Oliveira | LILIU        | Ala-Cierre |
| 11 | Bélgica | Jonathan Fossé                 | JONATHAN     | Cierre     |
| 12 | Bélgica | Samir Kassah                   | SAMIR        | Ala        |
| 13 | Bélgica | Julien Rizzo                   | JULIEN RIZZO | Portero    |

Entrenador:    Christian Vavadio Mantana

## Palmarés

### Competiciones nacionales
- 7 veces campeón de la Liga Belga de Futsal: 99/00, 00/01, 01/02, 02/03, 03/04, 04/05 y 05/06.
- 3 veces campeón de la Copa de Bélgica: 03/04, 04/05 y 05/06.
- 7 veces campeón de la Supercopa de Bélgica: 99/00, 00/01, 01/02, 02/03, 03/04, 04/05 y 05/06.

### Competiciones internacionales
- Campeón de la Copa de la UEFA de fútbol sala en 2005.
  - Subcampeón en 2002 y 2003.
- 2 veces campeón de la Copa de Benelux: 01/02 y 02/03.
- Tercer puesto en la Copa Intercontinental de Futsal 2004.

- Datos: Q343596